# 高余韓
高 余韓（コ・ヨハン、1988年3月10日 - ）は、大韓民国慶尚南道馬山市出身の元サッカー選手。現役時代のポジションはディフェンダー。

## 経歴
2004年、中学を中退してFCソウルに入団。
2006年、韓国リーグカップでプロデビュー。その後はFCソウルの主力として定着し、チームの2007年、2008年におけるKリーグクラシック連覇に貢献した。

### 代表
2009年10月5日のセネガル代表との親善試合を戦う韓国代表に初召集された。
2018年6月、2018 FIFAワールドカップを戦う韓国代表のメンバーに選出、ドイツ戦にて途中出場した。

## 代表歴

### 出場大会
- 韓国代表
  - 2018 FIFAワールドカップ

### 試合数
- 国際Aマッチ 21試合 0得点（2009年-2018年）[2]

| 韓国代表 | 国際Aマッチ | 国際Aマッチ |
| 年       | 出場        | 得点        |
| -------- | ----------- | ----------- |
| 2009     | 1           | 0           |
| 2010     | 0           | 0           |
| 2011     | 0           | 0           |
| 2012     | 2           | 0           |
| 2013     | 5           | 0           |
| 2014     | 3           | 0           |
| 2015     | 0           | 0           |
| 2016     | 0           | 0           |
| 2017     | 5           | 0           |
| 2018     | 5           | 0           |
| 通算     | 21          | 0           |